# Аджарская музыка
Аджа́рская му́зыка — одна из многочисленных ветвей грузинской музыкальной культуры, составная часть музыки гурийско-аджарского региона. Она многоголосна. Распространены в Аджарии двух-, трёх- и четырёх голосые песни, которые делятся на обрядовые, застольные, походные, бытовые, любовно-лирические, календарные, трудовые.
В Аджарии особенно популярны четырёхголосные трудовые песни «надури», исполняемые во время полевых работ мужским хором в составе 8—12 человек. В состав этого хора входит «гамкивани» (высокий голос), «мткмели» (запевала), «шемхобари».
Колыбельные и любовные песни исполняются как правило женщинами.
Народные инструменты: чибони (волынка), чонгури, доли, чианури, саламури (открытая флейта), саз, кеманча. Также популярна гармоника восточного строя.
В 1916 году композитором К. Г. Поцхверашвили были осуществлены первые записи аджарских народных песен, в дальнейшем записи образцов аджарской народной музыки, их публикацию осуществили такие композиторы как Ш. М. Мшвелидзе, Г. И. Кокеладзе, А. А. Парцхаладзе, Д. И. Аракишвили и др.
В 1921—1926 гг. в Батуми работал оперный театр, руководил этим театром Е. А. Вронский.
Кроме того в Аджарии работают музыкальные школы, Батумское музыкальное училище, Батумский музыкальный институт имени З. П. Палиашвили.
Среди композиторов, работающих в Аджарии известен А. А. Парцхаладзе. Он внёс большой вклад в развитие аджарской музыки, создав оперу «Майя» (1926), «Аджарскую сюиту» (1936), «Два аджарских танца» (1937), детскую оперу-кантату «Иванова ночь» (1956) и другие музыкальные произведения.